# Роке, Мики
Микель «Мики» Роке Фарреро (исп. Miquel "Miki" Roque Farrero; 8 июля 1988, Тремп — 24 июня 2012, Барселона) — испанский футболист, защитник. Был известен умением отдать точный дальний пас и хорошим выбором позиции.
Роке был подписан из команды испанского Второго дивизиона «Лерида» летом 2005 года. Мики выходил на замену в обоих матчах финала Юношеского Кубка Англии 2006 года против «Манчестер Сити», а его дебют в первой команде «красных» состоялся 5 декабря 2006 года, когда он вышел на замену в конце матча против турецкого «Галатасарая» в рамках группового этапа Лиги чемпионов. Вторую половину сезона он провёл в аренде в «Олдем Атлетик», следующий сезон — в испанском «Хересе», а следующий сезон провёл в аренде в «Картахене».
С 2009 года выступал за «Реал Бетис», в основном за резервную команду клуба.
5 марта 2011 игроку был поставлен диагноз злокачественная опухоль таза. На следующий день игрок был прооперирован.
24 июня 2012 года, в возрасте 23 лет скончался от рака тазобедренного сустава.

## Достижения
- Обладатель Юношеского Кубка Англии (2006)
- Победитель Сегунды Б в составе команды Картахена (2008/09)
- Победитель Сегунды в составе команды Реал Бетис (2010/11)